# Vassílis Kavvadás
Vassílios Kavvadás (grec moderne : Βασίλειος Καββαδάς), souvent appelé Vassílis Kavvadás (Βασίλης Καββαδάς), né le 28 décembre 1991 à Athènes, est un joueur grec de basket-ball. Il mesure 2,06 m et joue au poste de pivot.
Kavvadás est formé au club de Ionikos Nikaias qui évolue alors en troisième division grecque, club formateur de Panayótis Yannákis et Níkos Oikonómou.
À l'été 2009, il participe au championnat d'Europe des 18 ans et moins qui se déroule à Metz. La Grèce termine à la 13e place et Kavvadas tourne en moyenne à 4,8 points et 5 rebonds en 11,3 minutes de jeu.
En 2010, il signe un contrat avec le Maroussi Athènes mais rejoint finalement le Paniónios BC.
À l'été 2013, l'entraîneur de l'équipe de Grèce, Andrea Trinchieri, sélectionne le puissant intérieur pour participer au championnat d'Europe.
En novembre 2013, Kavvadás rejoint l'Olympiakos.
Au début de la saison 2015-2016, Kavvadás est prêté au Arkadikos B.C., club grec de première division.
En juillet 2021, Kavvadás s'engage pour une saison (avec une saison additionnelle en option) pour le Panathinaïkos, champion de Grèce en titre et club évoluant en Euroligue.